# Anne de Foix
Anne de Foix, née en 1484 et morte le 26 juillet 1506 à Buda, est une princesse de la maison de Grailly, fille du comte Gaston II de Foix-Candale et de Catherine de Foix. Elle fut reine de Bohême et de Hongrie de 1502 jusqu'à sa mort, épouse du roi Vladislas Jagellon.

## Biographie
Anne est la fille de Gaston II (1448-1500), comte de Foix-Candale, et de sa première épouse Catherine de Foix (sa cousine), elle-même fille du comte Gaston IV de Foix-Béarn et de la reine Éléonore de Navarre. Par sa mère, elle est cousine germaine d'Anne de Bretagne, épouse de Louis XII, roi de France. Après la mort de son père, en 1500, elle trouva un accueil à la cour française.

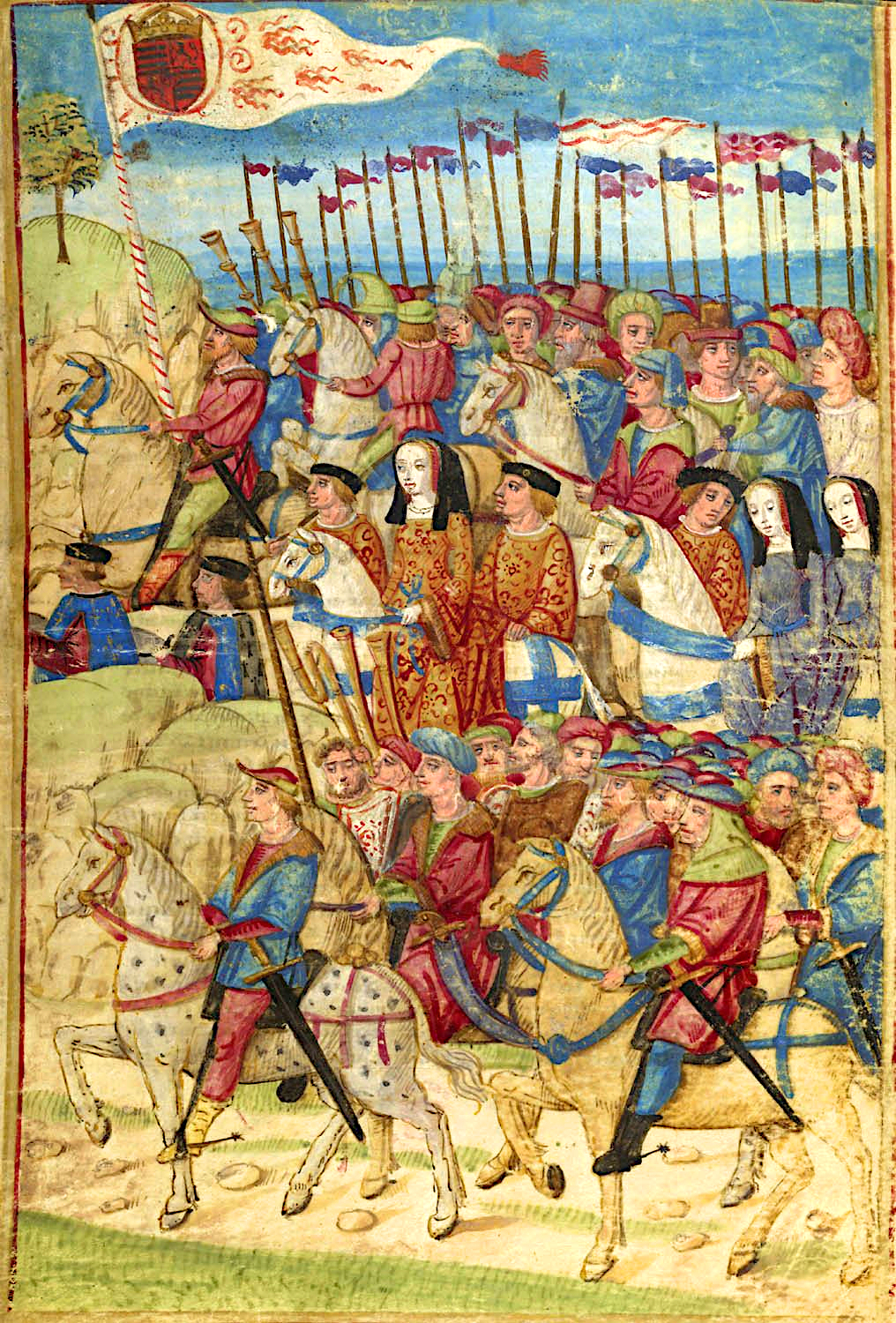
La reine Anne à cheval et son entourage (vers 1525).

Son mariage avec Vladislas Jagellon (1456-1516), roi de Bohême et de Hongrie, est la conséquence d'un rapprochement politique entre la couronne de France et la maison Jagellon contre les avancées ottomanes et l'expansion de la dynastie autrichienne des Habsbourg. Le contrat de mariage est signé le 23 mars 1502. Le roi Vladislas, âgé de 46 ans, n'a aucun enfant de ses deux mariages précédents et souhaite concevoir un héritier.
Anne de Foix, 18 ans, arrive en Hongrie le 29 septembre 1502, avant les noces, et est couronnée reine de Hongrie à Székesfehérvár. Elle n'est jamais couronnée reine de Bohême, car fervente catholique, elle a d'importants préjugés contre l'utraquisme, et refuse d'entrer dans les terres de Bohême.
Le 23 juillet 1503, elle donne naissance à Anne Jagellon qui est promise par accord dynastique entre Vladislas et le roi Maximilien Ier à Ferdinand Ier de Habsbourg. Le 1er juillet 1506, elle donne naissance à Louis II Jagellon, descendant mâle tant attendu du roi Vladislas. Bien que de constitution faible, le nouveau-né reste en vie. En revanche, Anne de Foix meurt à la suite de l'accouchement. En 1516, sa dépouille mortelle fut inhumée aux côtés de son mari à Székesfehérvár.
La lignée des Jagellon s'éteint, lorsque son fils Louis II, succédant à son père à l'âge de dix ans sur les trônes de Bohême et de Hongrie, est tué à la bataille de Mohács en 1526. Ferdinand Ier de Habsbourg et son épouse Anne Jagellon héritent des couronnes bohémienne et hongroise.